# Philippe Thys (cyclisme)
Pour les articles homonymes, voir Philippe Thys et Thys.
Philippe Thys (Thĳs à l’état civil), né le 8 octobre 1889 à Anderlecht et mort le 16 janvier 1971 à Bruxelles, est un cycliste belge, spécialiste des courses d’endurance qui fut professionnel de 1912 à 1927. Il est surnommé « Le basset » parce qu'il est assez trapu et posé bas sur le vélo, Il est le coureur le plus complet de sa génération.

## Biographie

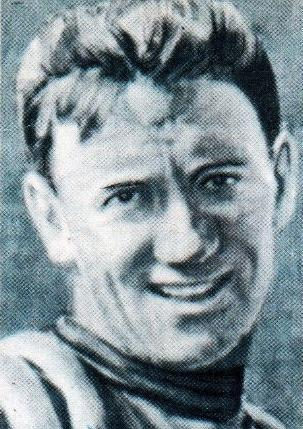
Philippe Thys.

En 1911, il remporta le Circuit français Peugeot (ou Tour de France des Indépendants), une course qu'on peut dire presque équivalente à l'actuel Tour de l'Avenir. Il fut le premier cycliste à remporter trois fois le Tour de France : en 1913, 1914 et 1920. Il aurait fait certainement bien mieux si la Première Guerre mondiale ne l'avait pas privé des meilleures années de sa carrière de cycliste, a déclaré Henri Desgrange en lui rendant hommage en 1920.
Avec un âge de 23 ans et 9 mois (lors de sa première victoire en 1913), il reste l’un des plus jeunes vainqueurs du Tour, le plus jeune étant Henri Cornet. À l'en croire, c'est lui qui serait à l'origine du maillot jaune, son entraîneur lui aurait demandé de porter un pull de cette couleur afin que le public pût le reconnaître comme le leader du classement. Même s'il n'y a aucune raison de douter de ses paroles, il est admis le plus souvent que c'est le Français Eugène Christophe qui a été, beaucoup plus tard, le premier à avoir porté le maillot jaune.
Philippe Thys a également remporté Paris-Tours en 1917, le Tour de Lombardie en 1917 et a été champion de Belgique de cyclo-cross en 1910. En 1921, il a remporté le Critérium des As. En 1922 et 1923, il a inscrit son nom au tableau d'honneur de Paris-Lyon. Il était capable de s'imposer aussi bien en cyclo-cross que sur route et sur piste, et il l'a prouvé en 1919 quand, associé à Marcel Dupuy, il a remporté les Six jours de Bruxelles.
Pendant la Première Guerre mondiale, il sert dans les forces aériennes françaises. Sa carrière cycliste terminée, il a été garagiste, vendeur de vélos et organisateur de voyages en cars.
Il est ensuite champion de tir à l’arc et ensuite président d’une société d’archers.
Il meurt à la clinique Sainte-Anne en 1971.
En 2002, Philippe Thys fait partie des coureurs retenus dans le Hall of Fame de l'Union cycliste internationale.

## Palmarès

### Palmarès amateur
- 1909
  - 2e d'Anvers-Menin
- 1910
  -  Champion de Belgique de cyclo-cross
  - 3e de l'Étoile Carolorégienne
- 1911
  - Tour de France des Indépendants :
    - Classement général
    - 2 étapes

  - Paris-Turin :
    - Classement général
    - 2 étapes

  - Paris-Toulouse

### Palmarès professionnel
| - 1912 - 6e du Tour de France - 1913 - Tour de France : - Classement général - 6e étape - 1914 - Paris-Menin - Tour de France : - Classement général - 1re étape - 3e de Paris-Tours - 1917 - Tour de Lombardie - Paris-Tours - 1919 - Six jours de Bruxelles (avec Marcel Dupuy) - 2e de Paris-Roubaix - 1920 - Tour de France : - Classement général - 2e, 9e, 12e et 13e étapes - 4e de Paris-Roubaix | - 1921 - Critérium des As - Paris-Lyon (avec Jean Rossius) - Paris-Dijon (avec Jean Rossius) - 3e de Bordeaux-Paris - 10e de Milan-San Remo - 1922 - Paris-Lyon (avec Jean Alavoine) - 4e, 8e, 9e, 10e et 15e étapes du Tour de France - 2e du championnat de Belgique sur route - 1923 - Paris-Lyon (avec Jean Alavoine) - 2e du Circuit du Languedoc - 8e de Paris-Tours - 1924 - 3e (ex aequo) et 9e étapes du Tour de France - 7e de Paris-Roubaix - 1925 - 3e des Six jours de Bruxelles (avec Maurice Dewolf) |

### Résultats sur le Tour de France
Philippe Thys fait partie des coureurs ayant remporté au moins deux étapes du Tour de France sur plus de dix années.
- 1912 : 6e du classement général
- 1913 : Vainqueur du classement général et de la 6e étape, leader pendant 8 jours
- 1914 : Vainqueur du classement général et de la 1re étape, leader pendant 15 jours
- 1919 : abandon (1re étape)
- 1920 :  Vainqueur du classement général et des 2e, 9e, 12e et 13e étapes,  maillot jaune pendant 14 jours
- 1921 : non-partant (2e étape)
- 1922 : 14e du classement général, vainqueur des 4e, 8e, 9e, 10e et 15e étapes
- 1923 : abandon (9e étape)
- 1924 : 11e du classement général et vainqueur des 3e et 9e étapes
- 1925 : abandon (9e étape)

## Hommages
Une rue et une piste cyclable portent son nom à Strasbourg, dans le quartier de la Robertsau.